# لا پاز
لا پاز (به اسپانیایی: La Paz) یک منطقهٔ مسکونی در آرژانتین است که در La Paz Department واقع شده‌است. لا پاز ۱۱۹ کیلومتر مربع مساحت و ۲۴٬۳۰۷ نفر جمعیت دارد و ۵۵ متر بالاتر از سطح دریا واقع شده‌است.